# Brestovec (Komárno)
Brestovec (bis 1948 slowakisch „Szilas“; ungarisch Szilas) ist eine Gemeinde im Südwesten der Slowakei mit 503 Einwohnern (Stand 31. Dezember 2024). Sie liegt im Okres Komárno, einem Teil des Nitriansky kraj.

## Geographie

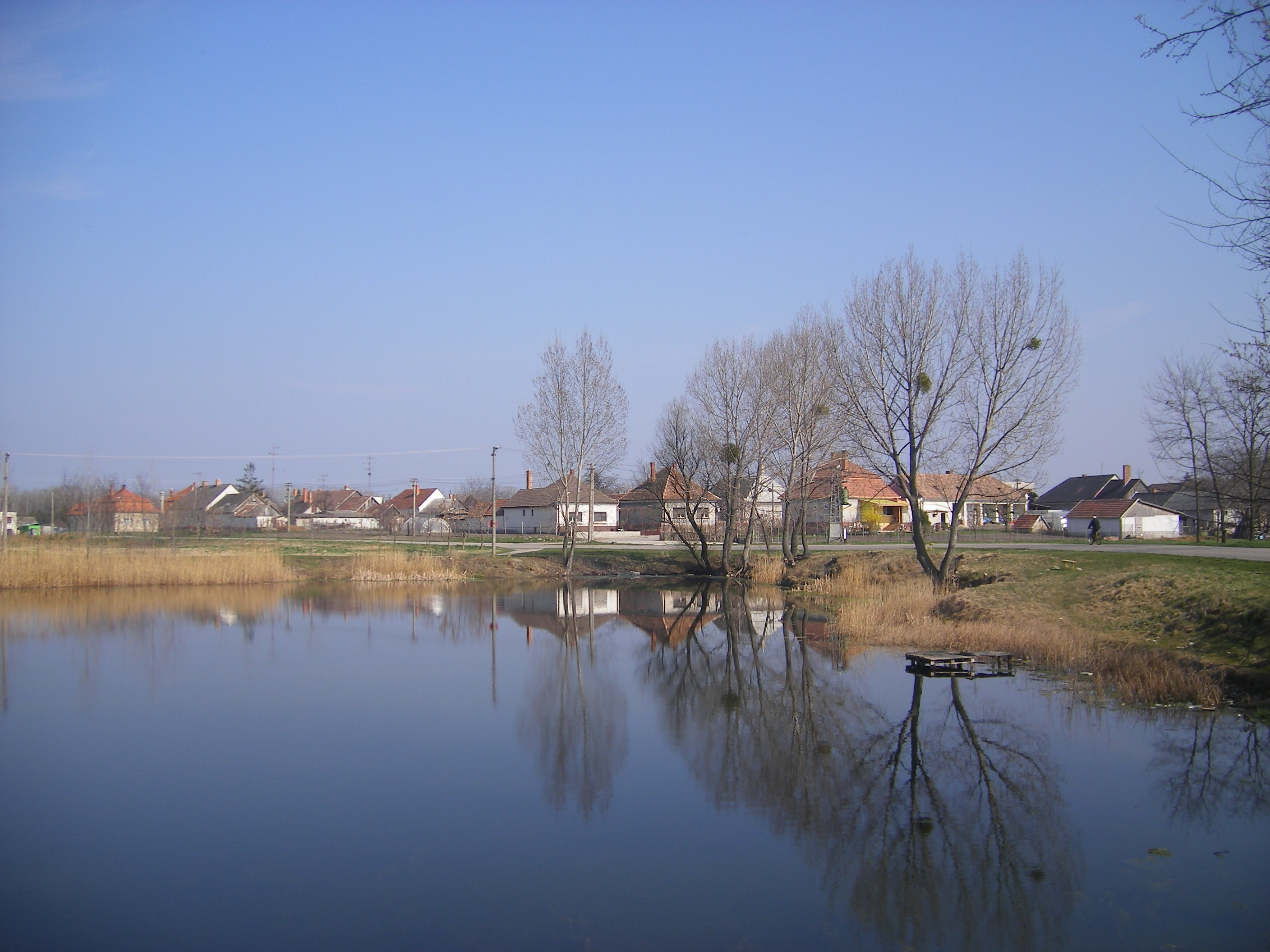
Ein Teich bei Brestovec

Die Gemeinde befindet sich im slowakischen Donautiefland, genauer noch im südlichen Teil der Großen Schüttinsel. Das Ortszentrum liegt auf einer Höhe von 110 m n.m. und ist fünf Kilometer von Veľký Meder sowie 30 Kilometer von Komárno entfernt.
Nachbargemeinden sind Okoč im Norden, Sokolce im Osten und Süden, Holiare im Südwesten und Veľký Meder im Westen.

## Geschichte

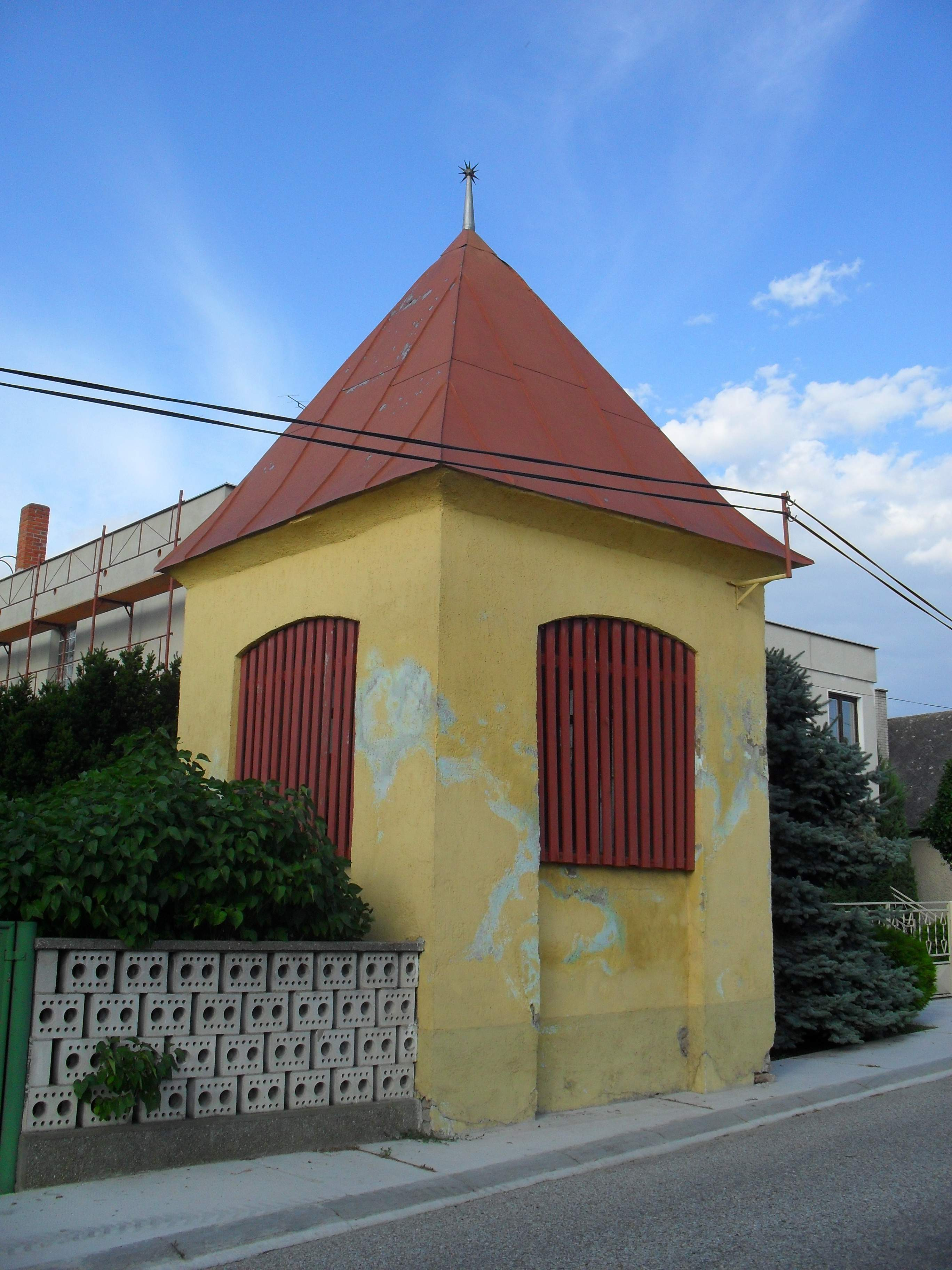
Reformierter Glockenturm

Im Gemeindegebiet von Brestovec wurden je eine altungarische und slawische Grabstätte aus dem 10. und 11. Jahrhundert gefunden.
Der heutige Ort wurde zum ersten Mal 1327 schriftlich erwähnt. 1360 kam das Dorf unter Verwaltung von sogenannten Prädialisten, die dem Erzbistum Gran unterstanden und ein Verwaltungssystem unabhängig vom Komitat betrieben. In der Zeit der Türkenkriege war Szilas zwar nicht tributpflichtig, wurde aber mehrmals geplündert. Zwischen dem 16. und 19. Jahrhundert war das Dorf Besitz der Familien Bajcsy, Pázmány, Kálmán, Dancsy, Amade und anderer. 1787 hatte die Ortschaft 38 Häuser und 342 Einwohner, 1828 zählte man 52 Häuser und 309 Einwohner. Im 19. Jahrhundert arbeitete im Ort eine große Ölpresse.
Bis 1918/1919 gehörte der im Komitat Komorn liegende Ort zum Königreich Ungarn und kam danach zur Tschechoslowakei beziehungsweise heute Slowakei. Infolge des Ersten Wiener Schiedsspruchs war er zwischen 1938 und 1945 noch einmal Teil von Ungarn.
Das Donauhochwasser 1965 richtete in Brestovec erhebliche Schäden an. Zur Zeit der kommunistischen Tschechoslowakei arbeitete die Bevölkerung vorwiegend in landwirtschaftlichen Betrieben, daneben auch in Industriebetrieben in Veľký Meder, Komárno und Bratislava.

## Bevölkerung
| Jahr                | 1994 | 2004    | 2014    | 2024    |
| ------------------- | ---- | ------- | ------- | ------- |
| Anzahl der Personen | 501  | 486     | 504     | 503     |
| Unterschied         |      | −2,99 % | +3,70 % | −0,19 % |

| Jahr                | 2023 | 2024    |
| ------------------- | ---- | ------- |
| Anzahl der Personen | 498  | 503     |
| Unterschied         |      | +1,00 % |

Gemäß der Volkszählung 2011 wohnten in Brestovec 473 Einwohner, davon 450 Magyaren, 10 Slowaken und drei Tschechen. 10 Einwohner machten keine Angabe zur Ethnie.
299 Einwohner bekannten sich zur römisch-katholischen Kirche, 89 Einwohner zur reformierten Kirche, fünf Einwohner zur Pfingstbewegung und drei Einwohner zur griechisch-katholischen Kirche. 64 Einwohner waren konfessionslos und bei 13 Einwohnern wurde die Konfession nicht ermittelt.

## Bauwerke
- Reformierter Glockenturm